# Jazz Composers Workshop
De Jazz Composers Workshop was een Amerikaanse third stream jazzformatie geformeerd door Charles Mingus, Teo Macero en John LaPorta.

## Geschiedenis
Onder invloed van de muzikale ideeën van Lennie Tristano werd in 1953 de Jazz Composers Workshop geformeerd door bassist en bandleider Charles Mingus, klarinettist en altsaxofonist John LaPorta en tenor- en baritonsaxofonist Teo Macero. Daarvoor waren er in 1953 concerten onder de naam Jazz Workshop in het Putnam Center in Brooklyn, georganiseerd door Mingus. Het concept van deze band was om nauwkeurig gedefinieerde grenzen te stellen aan collectieve jazzimprovisatie in een benadering van Europese klassieke muziektradities: het ene instrument zou het leidende instrument moeten zijn en de andere zouden het moeten begeleiden. In plaats van akkoordenreeksen zouden melodische thema's en stemmingen moeten worden gecreëerd. Tegelijkertijd hebben de bijdragen van Mingus aan de Workshop-platen directe verbindingen met zijn latere werk: het nummer Thrice Upon A Time leidt rechtstreeks naar Jump Monk (1955), Minor Intrusions naar Pithecanthropus Erectus (1956). In zijn latere jazzworkshopprojecten verwijderde Mingus zich echter van het gegeven compositorische kader.
Een sterke invloed op de band was de muziek van trompettist en Count Basie-arrangeur Thad Jones en Bennie Green: Charles Mingus had de trombonist gecontracteerd bij zijn label Debut Records en speelde op zijn Four Trombones-project, dat voortkwam uit Jazz Workshop-concerten in 1953 met Kai Winding, J.J. Johnson, Willie Dennis en Green. Andere muzikanten die bij de workshop betrokken waren, waren saxofonist George Barrow, de pianisten Mal Waldron, John Lewis, Wally Cirillo, vibrafonist Teddy Charles, cellist Jackson Wiley en de drummers Rudy Nichols, Art Taylor en Clem DeRosa.
De muziek van Charles Mingus leek in die tijd minder experimenteel, maar academisch georiënteerd en dichter bij cooljazz en hedendaagse concertmuziek dan bij bop. Al met al hebben de opnamen een nogal melancholische, ingetogen ondertoon in tegenstelling tot de latere Jazz Workshop.

## De platen van de Jazz Composers Workshop
- Charles Mingus: Jazz Composers Workshop (Savoye SV 0171, 1954-1955)

De plaat bevat twee sessies van de workshop in verschillende bezettingen. De eerste opnamesessie op 31 oktober 1954 bevat vier composities van Mingus, waaronder Purple Heart, Gregarian Chant, Getting Together en Eulogy For Rudy Williams, evenals de standard Tea for Two. Naast Mingus zijn betrokken: Teo Macero, John La Porta, Mal Waldron en Rudy Nichols. De tweede sessie op 30 januari 1955, waarbij ook Mingus betrokken was, werd gedirigeerd door pianist Wally Cirillo, die ook alle nummers en arrangementen bijdroeg (Smog L.A., Level Seven, Transeason, Rose Geranium). Bovendien speelden George Barrow, Kenny Clarke en Teo Macero.
- Charles Mingus: Jazzical Moods (Period SIP 1107)

Deze plaat van december 1954 werd ook uitgebracht als Intrusions. Het werd ook uitgebracht op cd als The Jazz Experiments of Charles Mingus (Bethlehem Records) en Abstractions. Het bevat andere muziek in verband met de Jazz Workshop, zoals de standard What Is This Thing Called Love? van Cole Porter, Stormy Weather van Harold Arlen, de Mingus-composities Minor Intrusion, Four Hands, The Spur of the Moment (gebaseerd op Wonderful van George Gershwin) en Three Upon A Time. Het stuk Abstractions is van Teo Macero. Naast Charles Mingus en Teo Macero, speelden ook John LaPorta, Jackson Wiley en Clem de Rosa.
De cd Abstractions bevat ook de instrumentals van het latere album A Modern Jazz Symposium of Music and Poetry uit 1957, namelijk Nouroog, Duke's Choice en Slippers met Bill Hardman, Jimmy Knepper, Shafi Hadi, Bob Hammer, Horace Parlan en Dannie Richmond.